# 7e cérémonie des Satellite Awards
La 7e cérémonie des Satellite Awards, décernée par The International Press Academy, a eu lieu le 12 janvier 2003, et a récompensé les films, téléfilms et séries télévisées produits l'année précédente.

## Palmarès

### Cinéma

#### Meilleur film dramatique
- Loin du paradis (Far from Heaven)
  - Antwone Fisher
  - The Hours
  - Le Seigneur des anneaux : Les Deux Tours (The Lord of the Rings: The Two Towers)
  - Un Américain bien tranquille (The Quiet American)
  - Les Sentiers de la perdition (Road to Perdition)

#### Meilleur film musical ou comédie
- Mariage à la grecque (My Big Fat Greek Wedding) 
  - Pour un garçon (About a Boy)
  - Adaptation
  - Chicago
  - Igby
  - Punch-Drunk Love

#### Meilleur réalisateur
- Todd Haynes pour Loin du paradis (Far from Heaven)
  - Pedro Almodóvar pour Parle avec elle (Hable con ella)
  - Stephen Daldry pour The Hours
  - Peter Jackson pour Le Seigneur des anneaux : Les Deux Tours (The Lord of the Rings: The Two Towers)
  - Phillip Noyce pour Un Américain bien tranquille (The Quiet American)
  - Denzel Washington pour Antwone Fisher

#### Meilleur acteur dans un film dramatique
(ex æquo)
- Michael Caine pour le rôle de Thomas Fowler dans Un Américain bien tranquille (The Quiet American)
- Daniel Day-Lewis pour le rôle de William « Bill le Boucher » Cutting dans Gangs of New York
  - Tom Hanks pour le rôle de Michael Sullivan dans Les Sentiers de la perdition (Road to Perdition)
  - Jack Nicholson pour le rôle de Warren Schmidt dans Monsieur Schmidt (About Schmidt)
  - Edward Norton pour le rôle de Monty Brogan dans La 25e Heure (The 25th Hour)
  - Robin Williams pour le rôle de Seymour Parrish dans Photo Obsession (One Hour Photo)

#### Meilleure actrice dans un film dramatique
- Diane Lane pour le rôle de Connie Sumner dans Infidèle (Unfaithful)
  - Salma Hayek pour le rôle de Frida Kahlo dans Frida
  - Nicole Kidman pour le rôle de Virginia Woolf dans The Hours
  - Julianne Moore pour le rôle de Cathy Whitaker dans Loin du paradis (Far from Heaven)
  - Sigourney Weaver pour le rôle de Joan dans The Guys
  - Meryl Streep pour le rôle de Clarissa Vaughan dans The Hours

#### Meilleur acteur dans un film musical ou une comédie
- Kieran Culkin pour le rôle de Jason "Igby" Slocumb Jr. dans Igby (Igby Goes Down)
  - Nicolas Cage pour le rôle de Charlie Kaufman et Donald Kaufman dans Adaptation
  - Hugh Grant pour le rôle de Will dans Pour un garçon (About A Boy)
  - Sam Rockwell pour le rôle de Chuck Barris dans Confessions d'un homme dangereux (Confessions of a Dangerous Mind)
  - Adam Sandler pour le rôle de Barry Egan dans Punch-Drunk Love
  - Aaron Stanford pour le rôle de Oscar Grubman dans Séduction en mode mineur (Tadpole)

#### Meilleure actrice dans un film musical ou une comédie
- Jennifer Westfeldt pour le rôle de Jessica Stein dans La Tentation de Jessica (Kissing Jessica Stein)
  - Jennifer Aniston pour le rôle de Justine Last dans The Good Girl
  - Maggie Gyllenhaal pour le rôle de Lee Holloway dans La Secrétaire (Secretary)
  - Catherine Keener pour le rôle de Michelle Marks dans Lovely & Amazing
  - Nia Vardalos pour le rôle de Toula Portokalos dans Mariage à la grecque (My Big Fat Greek Wedding)
  - Renée Zellweger pour le rôle de Roxie Hart dans Chicago

#### Meilleur acteur dans un second rôle dans un film dramatique
- Dennis Haysbert pour le rôle de Raymond Deagan dans Loin du paradis (Far from Heaven)
  - Jeremy Davies pour le rôle de Snow dans Solaris
  - Viggo Mortensen pour le rôle d'Aragorn dans Le Seigneur des anneaux : Les Deux Tours (The Lord of the Rings: The Two Towers)
  - Paul Newman pour le rôle de John Rooney dans Les Sentiers de la perdition (Road to Perdition)
  - Alfred Molina pour le rôle de Diego Rivera dans Frida
  - Dennis Quaid pour le rôle de Frank Whitaker dans Loin du paradis (Far from Heaven)

#### Meilleure actrice dans un second rôle dans un film dramatique
- Edie Falco pour le rôle de Marly Temple dans Sunshine State
  - Kathy Bates pour le rôle de Roberta Hertzel dans Monsieur Schmidt (About Schmidt)
  - Do Thi Hai Yen pour le rôle de Phuong dans Un Américain bien tranquille (The Quiet American)
  - Julianne Moore pour le rôle de Laura Brown dans The Hours
  - Miranda Richardson pour le rôle de Mme Cleg dans Spider
  - Renée Zellweger pour le rôle de Claire Richards dans Laurier blanc (White Oleander)

#### Meilleur acteur dans un second rôle dans un film musical ou une comédie
- Michael Constantine pour le rôle de Kostas "Gus" Portokalos dans Mariage à la grecque (My Big Fat Greek Wedding)
  - Chris Cooper pour le rôle de John Laroche dans Adaptation
  - Jake Gyllenhaal pour le rôle de Holden Worther dans The Good Girl
  - Philip Seymour Hoffman pour le rôle de Dean Trumbell dans Punch-Drunk Love
  - Nicky Katt pour le rôle d'Adolf Hitler dans Full Frontal
  - John C. Reilly pour le rôle de Phil Last dans The Good Girl

#### Meilleure actrice dans un second rôle dans un film musical ou une comédie
- Tovah Feldshuh pour le rôle de Judy Stein dans La Tentation de Jessica (Kissing Jessica Stein)
  - Toni Collette pour le rôle de Fiona dans Pour un garçon (About a Boy)
  - Lainie Kazan pour le rôle de Maria Portokalos dans Mariage à la grecque (My Big Fat Greek Wedding)
  - Emily Mortimer pour le rôle de Elizabeth Marks dans Lovely & Amazing
  - Bebe Neuwirth pour le rôle de Diane dans Séduction en mode mineur (Tadpole)
  - Meryl Streep pour le rôle de Susan Orlean dans Adaptation

#### Meilleure distribution
- Le Seigneur des anneaux : Les Deux Tours (The Lord of the Rings: The Two Towers)

#### Meilleur scénario original
- Parle avec elle (Hable con ella) – Pedro Almodóvar
  - All or Nothing – Mike Leigh
  - Loin du Paradis (Far from Heaven) – Todd Haynes
  - The Good Girl – Mike White
  - Igby (Igby Goes Down) – Burr Steers
  - Lovely & Amazing – Nicole Holofcener

#### Meilleur scénario adapté
- Adaptation – Charlie et Donald Kaufman 
  - Chicago – Bill Condon
  - Le Seigneur des anneaux : Les Deux Tours (The Lord of the Rings – The Two Towers) – Philippa Boyens, Peter Jackson, Stephen Sinclair et Fran Walsh
  - Mariage à la grecque (My Big Fat Greek Wedding) – Nia Vardalos
  - Le Pianiste (The Pianist) – Ronald Harwood

#### Meilleure direction artistique
- Gangs of New York
  - Arrête-moi si tu peux (Catch Me If You Can)
  - CQ
  - Frida
  - Les Sentiers de la perdition (Road to Perdition)

#### Meilleurs costumes
- Frida
  - Austin Powers dans Goldmember (Austin Powers in Goldmember)
  - Gangs of New York
  - Les Sentiers de la perdition (Road to Perdition)
  - Star Wars, épisode II : L'Attaque des clones (Star Wars, Episode II: Attack of the Clones)

#### Meilleure photographie
- Les Sentiers de la perdition (Road to Perdition)
  - Loin du Paradis (Far from Heaven)
  - Gangs of New York
  - Le Seigneur des anneaux : Les Deux Tours (The Lord of the Rings: The Two Towers)
  - Minority Report

#### Meilleur montage
- Gangs of New York
  - Adaptation
  - Insomnia
  - Le Seigneur des anneaux : Les Deux Tours (The Lord of the Rings: The Two Towers)
  - Photo Obsession (One Hour Photo) – Jeffrey Ford

#### Meilleur son
- Solaris
  - Gangs of New York
  - Le Seigneur des anneaux : Les Deux Tours (The Lord of the Rings: The Two Towers)
  - Minority Report
  - Signes (Signs) – Richard King

#### Meilleurs effets visuels
- Le Seigneur des anneaux : Les Deux Tours (The Lord of the Rings: The Two Towers)
  - Gangs of New York
  - Minority Report
  - Les Sentiers de la perdition (Road to Perdition)
  - Spider-Man

#### Meilleure musique de film
- Frida – Elliot Goldenthal
  - 24 Hour Party People (Twenty Four Hour Party People) – Liz Gallacher
  - La 25e Heure (The 25th Hour) – Terence Blanchard
  - Pour un garçon (About a Boy) – Damon Gough
  - Oncle Roger (Roger Dodger) – Craig Wedren

#### Meilleure chanson originale
- Something to Talk About interprétée par Bonnie Raitt – Pour un garçon (About a Boy)
  - 8 Mile – 8 Mile
  - Die Another Day – Meurs un autre jour (Die Another Day)
  - Girl On the Roof – American Party (National Lampoon's Van Wilder)
  - Love Is a Crime – Chicago
  - Work It Out – Austin Powers dans Goldmember (Austin Powers in Goldmember)

#### Meilleur film étranger
- Parle avec elle (Hable con ella) •  Espagne
  - All or Nothing •  Royaume-Uni
  - Bloody Sunday •  Irlande /  Royaume-Uni
  - Alla älskar Alice •  Suède
  - Le Mariage des moussons (Monsoon Wedding) •  Inde
  - Rain •  Nouvelle-Zélande
  - Lucia et le Sexe (Lucía y el sexo) •  France /  Espagne

#### Meilleur film d'animation
- Le Voyage de Chihiro (千と千尋の神隠し)
  - L'Âge de glace (Ice Age)
  - Lilo et Stitch (Lilo and Stitch)
  - Spirit, l'étalon des plaines (Spirit: Stallion of the Cimarron)
  - La Famille Delajungle, le film (The Wild Thornberrys Movie)

#### Meilleur documentaire
- The Kid Stays in the Picture

### Télévision
Note : le symbole « ♕ » rappelle le gagnant de l'année précédente (si nomination).

#### Meilleure série télévisée dramatique
- Les Experts (CSI)
  - 24 Heures chrono (24) ♕
  - Alias
  - Buffy contre les vampires (Buffy the Vampire Slayer)
  - FBI : Portés disparus (Without a Trace)

#### Meilleure série télévisée musicale ou comique
- The Bernie Mac Show
  - Larry et son nombril (Curb Your Enthusiasm)
  - Friends
  - Gilmore Girls
  - Scrubs

#### Meilleure mini-série
- Disparition (Taken)
  - La Dynastie des Forsyte (The Forsyte Saga)
  - Apparitions (Talking To Heaven)
  - Master Spy: The Robert Hanssen Story
  - Shackleton

#### Meilleur téléfilm
- Une question de courage (Door to Door)
  - The Gathering Storm
  - Keep the Faith, Baby
  - Le Projet Laramie (The Laramie Project)
  - Sur le chemin de la guerre (Path to War)

#### Meilleur acteur dans une série télévisée dramatique
- Kiefer Sutherland pour le rôle de Jack Bauer dans 24 heures Chrono (24) ♕
  - Michael Chiklis pour le rôle de Vic Mackey dans The Shield
  - Peter Krause pour le rôle de Nate Fisher dans Six Feet Under
  - Chi McBride pour le rôle de Steven Harper dans Boston Public
  - Martin Sheen pour le rôle de Josiah Bartlet dans À la Maison-Blanche (The West Wing)

#### Meilleure actrice dans une série télévisée dramatique
- CCH Pounder pour le rôle de Claudette Wyms dans The Shield
  - Jennifer Garner pour le rôle de Sydney Bristow dans Alias
  - Sarah Michelle Gellar pour le rôle de Buffy Summers dans Buffy contre les vampires (Buffy the Vampire Slayer)
  - Allison Janney pour le rôle de C.J. Cregg dans À la Maison-Blanche (The West Wing)
  - Maura Tierney pour le rôle du Dr Abby Lockhart dans Urgences

#### Meilleur acteur dans une série télévisée musicale ou comique
- Bernie Mac pour le rôle de Bernie McCullough dans The Bernie Mac Show
  - Matt LeBlanc pour le rôle de Joey Tribbiani dans Friends
  - Eric McCormack pour le rôle de Will Truman dans Will et Grace (Will and Grace)
  - John C. McGinley pour le rôle du Dr Perry Cox dans Scrubs
  - Damon Wayans pour le rôle de Michael Kyle dans Ma famille d'abord (My Wife and Kids)

#### Meilleure actrice dans une série télévisée musicale ou comique
- Debra Messing pour le rôle de Grace Adler dans Will et Grace (Will and Grace) ♕
  - Jennifer Aniston pour le rôle de Rachel Green dans Friends
  - Alexis Bledel pour le rôle de Rory Gilmore dans Gilmore Girls
  - Lauren Graham pour le rôle de Lorelai Gilmore dans Gilmore Girls
  - Bonnie Hunt pour le rôle de Bonnie Molloy dans Life with Bonnie

#### Meilleur acteur dans une mini-série ou un téléfilm
- William H. Macy pour le rôle de Bill Porter dans Une question de courage (Door to Door)
  - Ted Danson pour le rôle de James Van Praagh dans Apparitions (Talking To Heaven)
  - Albert Finney pour le rôle de Winston Churchill dans The Gathering Storm
  - Harry Lennix pour le rôle d'Adam Clayton Powell Jr. dans Keep the Faith, Baby
  - Patrick Stewart pour le rôle de John Lear dans King of Texas

#### Meilleure actrice dans une mini-série ou un téléfilm
- Vanessa Williams pour le rôle de Hazel Scott dans Keep the Faith, Baby
  - Kathy Bates pour le rôle de Christine Chapman dans My Sister's Keeper
  - Stockard Channing pour le rôle de Judy Shepard dans The Matthew Shepard Story
  - Marcia Gay Harden pour le rôle de Mrs. Susannah Lear Tumlinson dans King of Texas
  - Vanessa Redgrave pour le rôle de Clementine Churchill dans The Gathering Storm

#### Meilleur acteur dans un second rôle dans une série dramatique
- Victor Garber pour le rôle de Jack Bristow dans Alias
  - Dennis Haysbert pour le rôle de David Palmer dans 24 Heures chrono (24)
  - Anthony Heald pour le rôle du juge Harvey Cooper dans Boston Justice (Boston Legal)
  - James Marsters pour le rôle de Spike dans Buffy contre les vampires (Buffy the Vampire Slayer)
  - Ron Rifkin pour le rôle d'Arvin Sloane dans Alias

#### Meilleure actrice dans un second rôle dans une série dramatique
- Sarah Clarke pour le rôle de Nina Myers dans 24 heures chrono (24)
  - Emma Caulfield pour le rôle d'Anya Jenkins dans Buffy contre les vampires (Buffy the Vampire Slayer)
  - Loretta Devine pour le rôle du juge Victoria Thomson dans Boston Justice (Boston Legal)
  - Alyson Hannigan pour le rôle de Willow Rosenberg dans Buffy contre les vampires (Buffy the Vampire Slayer)
  - Lena Olin pour le rôle d'Irina Derevko dans Alias

#### Meilleur acteur dans un second rôle dans une série comique
- Eric Roberts pour le rôle de Will Butler dans Less Than Perfect
  - Sean Hayes pour le rôle de Jack McFarland dans Will et Grace (Will and Grace)
  - Peter MacNicol pour le rôle de John Cage dans Ally McBeal
  - Chris Noth pour le rôle de Mr. Big dans Sex and the City
  - David Hyde Pierce pour le rôle du Dr Niles Crane dans Frasier

#### Meilleure actrice dans un second rôle dans une série comique
- Doris Roberts pour le rôle de Marie Barone dans Tout le monde aime Raymond (Everybody Loves Raymond)
  - Kelly Bishop pour le rôle d'Emily Gilmore dans Gilmore Girls
  - Christa Miller pour le rôle de Jordan Sullivan dans Scrubs
  - Megan Mullally pour le rôle de Karen Walker dans Will et Grace (Will and Grace)
  - Cynthia Nixon pour le rôle de Miranda Hobbes dans Sex and the City

#### Meilleur acteur dans un second rôle dans une mini-série ou un téléfilm
- Linus Roache pour le rôle de Ralph Wigram dans The Gathering Storm
  - Jim Broadbent pour le rôle de Desmond Morton dans The Gathering Storm
  - Jeremy Davies pour le rôle de Jedadiah Schultz dans Le Projet Laramie (The Laramie Project)
  - Terry Kinney pour le rôle de Dennis Shepard dans Le Projet Laramie (The Laramie Project)
  - Roy Scheider pour le rôle de Henry Westover dans King of Texas

#### Meilleure actrice dans un second rôle dans une mini-série ou un téléfilm
- Helen Mirren pour le rôle de Madame Porter dans Une question de courage (Door to Door)
  - Queen Latifah pour le rôle de Midge Harmon dans Apparitions
  - Frances Sternhagen pour le rôle de Marge Murray dans Le Projet Laramie (The Laramie Project)
  - Sissy Spacek pour le rôle de Zelda Fitzgerald dans Last Call
  - Amy Madigan pour le rôle de Cindy Wilder dans Just A Dream

#### Meilleure distribution
- Buffy contre les vampires (Buffy the Vampire Slayer)

### Récompenses spéciales

#### Révélation de l'année
- Derek Luke pour le rôle de Antwone Quenton « Fish » Fisher dans Antwone Fisher

#### Mary Pickford Award
- Robert Evans

#### Nicola Tesla Award
- George Lucas

#### Outstanding Service in the Entertainment Industry
- Murray Weissman (Weissman Delson Communications) et Dick Delson (Weissman Delson Communications)

## Récompenses et nominations multiples

### Nominations multiples
Cinéma
9 : Le Seigneur des anneaux : Les Deux Tours
7 : Gangs of New York, Loin du paradis
6 : Les Sentiers de la perdition
5 : The Hours, Frida, Mariage à la grecque
4 : Un Américain bien tranquille, Chicago, Pour un garçon
3 : Punch-Drunk Love, Minority Report, Igby, The Good Girl, Parle avec elle
2 : Solaris, La 25e Heure, All or Nothing, Antwone Fisher
Télévision

### Récompenses multiples
Cinéma
3 / 7 : Gangs of New York, Loin du paradis
2 / 9 : Le Seigneur des anneaux : Les Deux Tours
2 / 5 : Frida, Mariage à la grecque
2 / 6 : Parle avec elle
Télévision